# Endocochlus
Endocochlus är ett släkte av svampar. Endocochlus ingår i familjen Cochlonemataceae, ordningen Zoopagales, divisionen oksvampar och riket svampar.
|             | Cochlonema |
|             | |
|             | Euryancale |
|             | |
|             | Amoebophilus |
|             | |
|             | Aplectosoma |
|             | |
| Endocochlus | \| \| Endocochlus asteroides \| \| \| \| \| \| Endocochlus brachysporus \| \| \| \| \| \| Endocochlus gigas \| \| \| \| \| \| Endocochlus binarius \| \| \| \| |
|             | \| \| Endocochlus asteroides \| \| \| \| \| \| Endocochlus brachysporus \| \| \| \| \| \| Endocochlus gigas \| \| \| \| \| \| Endocochlus binarius \| \| \| \| |
|             | Bdellospora |
|             | |
|             | Endocochlus asteroides |
|             | |
|             | Endocochlus brachysporus |
|             | |
|             | Endocochlus gigas |
|             | |
|             | Endocochlus binarius |
|             | |

|  | Endocochlus asteroides   |
|  |                          |
|  | Endocochlus brachysporus |
|  |                          |
|  | Endocochlus gigas        |
|  |                          |
|  | Endocochlus binarius     |
|  |                          |